# Quận Carbon, Pennsylvania
Quận Carbon là một quận trong tiểu bang Pennsylvania, Hoa Kỳ. Quận lỵ đóng ở Lehighton6. Theo điều tra dân số năm 2000 của Cục điều tra dân số Hoa Kỳ, quận có dân số 58.802 người.2

## Địa lý
Theo Cục điều tra dân số Hoa Kỳ, quận có diện tích km², trong đó có km2 là diện tích mặt nước.

### Các quận giáp ranh
- Quận Luzerne (bắc)
- Quận Monroe (đông)
- Quận Northampton (đông nam)
- Quận Lehigh (nam)
- Quận Schuylkill (tây nam)